# Theodor Elsenhans

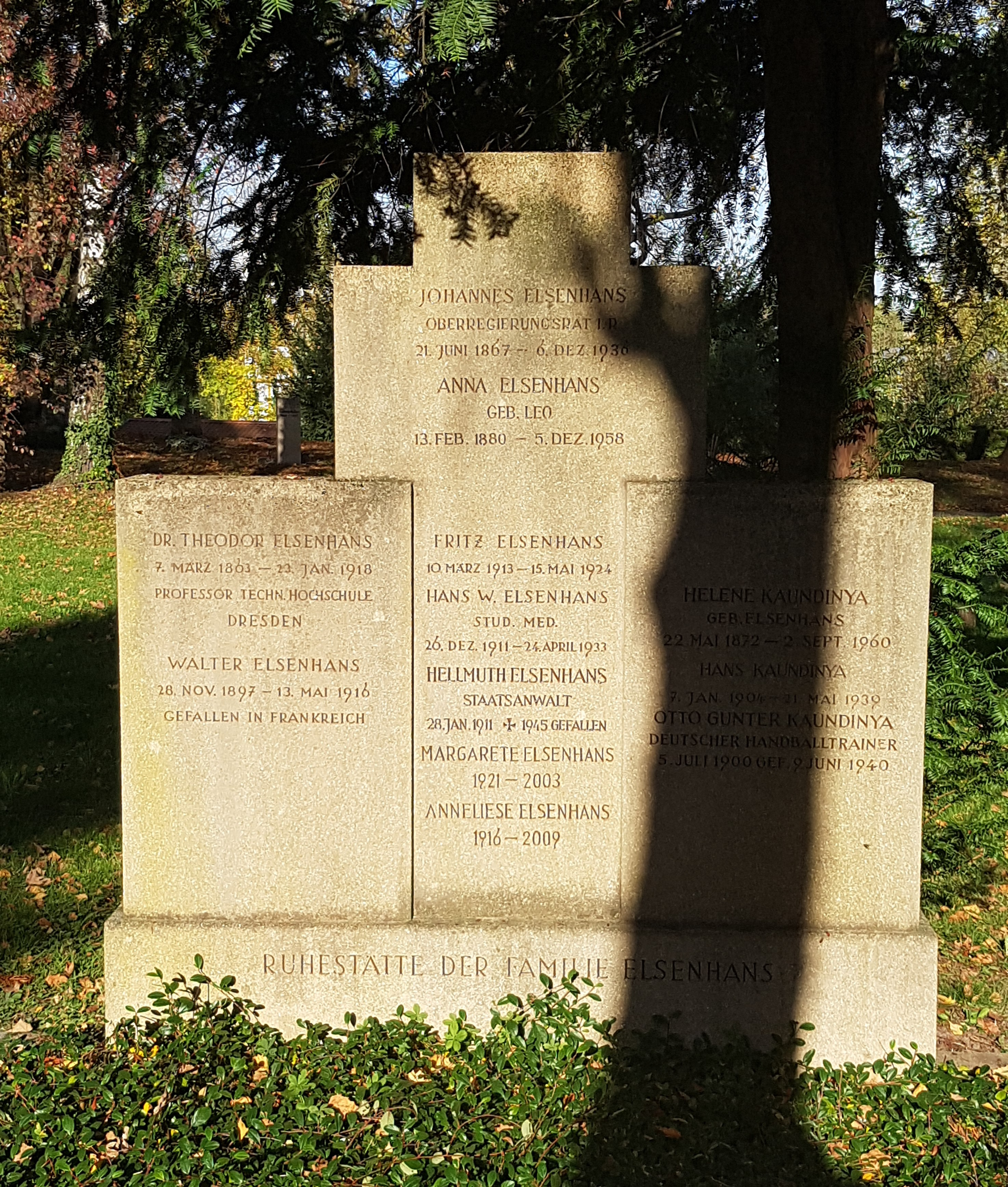
Familiengrab auf dem Stuttgarter Pragfriedhof

Theodor Elsenhans (* 7. März 1862 in Stuttgart; † 3. Januar 1918 in Dresden) war ein deutscher Philosoph, Psychologe und Pädagoge. 

## Leben
Theodor Elsenhans, der Sohn des Stuttgarter Turnlehrers August Friedrich Elsenhans (1827–1883) und seiner Ehefrau Pauline Elsenhans, geb. Heß, absolvierte das  evangelisch-theologische Seminar in Schöntal und studierte darauf in Tübingen von 1880 bis 1885 Theologie. In Tübingen wurde er Mitglied der Studentenverbindung Normannia. 1885 promovierte er zum Dr. phil. Ab 1891 war er Stadtpfarrer in Riedlingen, blieb aber bei der Philosophie. Denn Elsenhans ging als Privatdozent für Psychologie und Philosophie nach Heidelberg und habilitierte sich 1902 mit einer Arbeit über „Das Kant-Friesische Problem“. Die Habilitationsschrift erschien 1906 vervollkommnet unter dem Titel „Fries und Kant“. Ab 1908 wirkte Elsenhans als Ordentlicher Professor für Philosophie und Pädagogik an der Königlich Sächsischen Technischen Hochschule zu Dresden. Seiner Antrittsvorlesung in Sachsen gab er den Titel „Die Voraussetzungen der voraussetzungslosen Wissenschaft“. An der Dresdner Bildungseinrichtung für Techniker war Theodor Elsenhans 1916–1917 Rektor.
Elsanhans starb im Januar 1918 in Dresden. Seine letzte Ruhestätte fand er im Familiengrab auf dem Stuttgarter Pragfriedhof.

## Familie
Theodor Elsenhans heiratete 1895 Berta Häberlein, die Tochter des Oberamtsarztes in Riedlingen.

## Werke (Auswahl)
- Wesen und Entstehung des Gewissens. Eine Psychologie der Ethik. Wilhelm Engelmann, Leipzig 1894[3]
- Selbstbeobachtung und Experiment in der Psychologie. Ihre Tragweite und ihre Grenzen. J. C. B. Mohr, Tübingen 1897[4]
- Kants Rassentheorie und ihre bleibende Bedeutung. Ein Nachtrag zur Kant-Gedächtnisfeier. 52 Seiten. Wilhelm Engelmann, Leipzig 1904.[5]
- Fries und Kant. Ein Beitrag zur Geschichte und zur systematischen Grundlegung der Erkenntnistheorie. Nachdruck der Originalausgabe Gießen 1906. 347 Seiten. Severus-Verlag, Hamburg 2010, ISBN 978-3-942382-36-6[6]
- Charakterbildung. 136 Seiten. Quelle & Meyer, Leipzig 1908[7]
- Artur Buchenau (Bearb.): Theodor Elsenhans: Psychologie und Logik zur Einführung in die Philosophie. Für Oberklassen höherer Schulen und zum Selbststudium. 144 Seiten. De Gruyter, Berlin 1921 (auch Sammlung Göschen 14, Leipzig)[8]
- Artur Buchenau (Bearb.): Theodor Elsenhans: Psychologie und Logik zur Einführung in die Philosophie. 144 Seiten. De Gruyter, Berlin 1925
- Hans Walter Gruhle (Hrsg.), Fritz Giese (Bearb.): Theodor Elsenhans: Lehrbuch der Psychologie. 588 Seiten, J. C. B. Mohr (Mohr Siebeck Verlag), Tübingen 1939[9]

## Ehrung
- Zum Gedächtnis von Theodor Elsenhans. Dr. phil. ord. Professor der Philosophie; geboren zu Stuttgart den 7. März 1862, gestorben zu Dresden den 3. Januar 1918. 13 Seiten, Mayer, Maulbronn 1918